# Die Sennerin und ihre Freunde

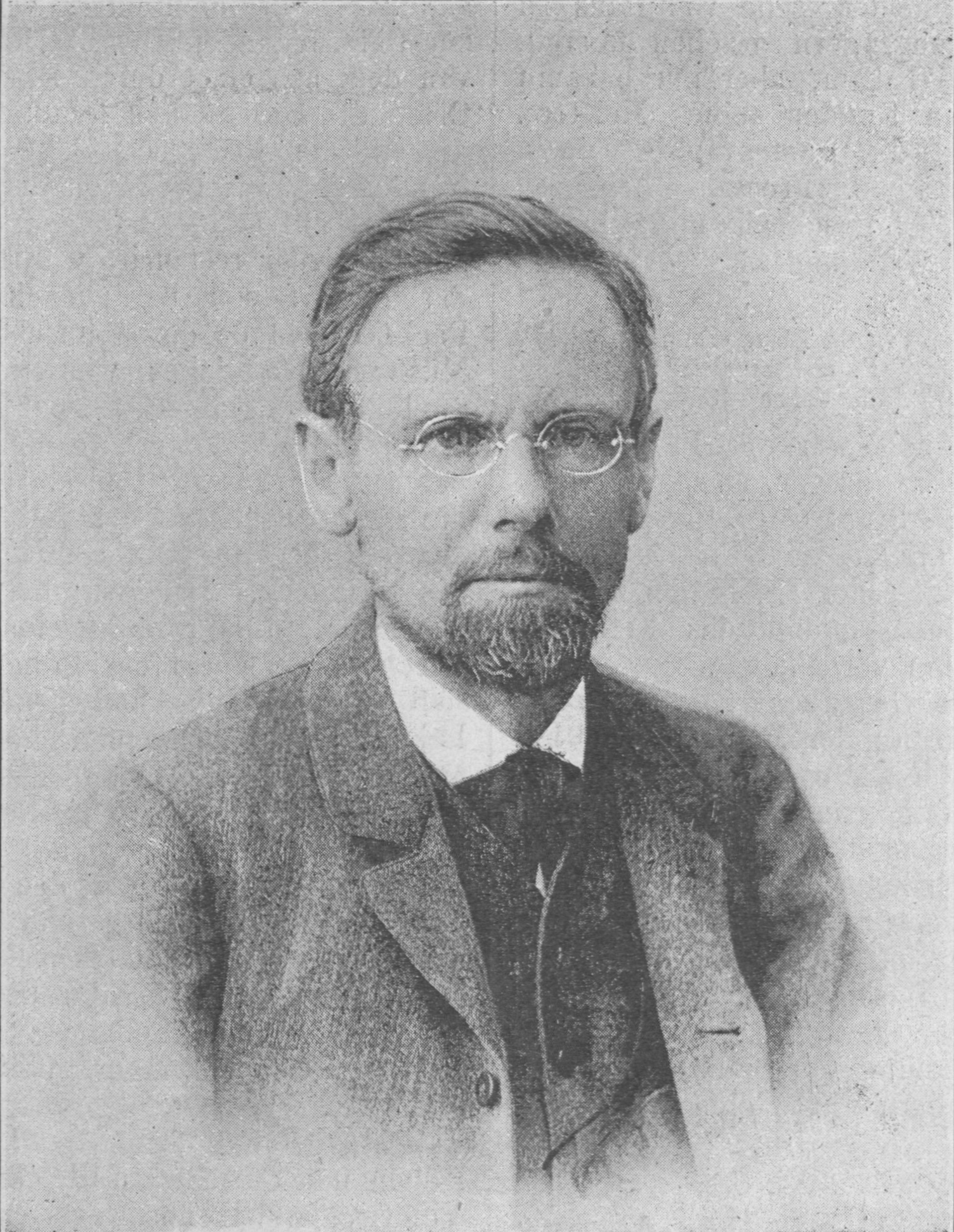
Peter Rosegger im Jahr 1893

Die Sennerin und ihre Freunde ist eine Erzählung des österreichischen Schriftstellers Peter Rosegger, die 1884 im 8. Jahrgang des Grazer Heimgartens erschien.

## Vorgeschichte
Die Sennerin ist Marthel, die im Sommer auf der Dotterhasch-Hochalm unterm sagenumwobenen Mandelstein arbeitet. Auf Bitten des Pfarrers der Gemeinde hatte sich der alte Bauer Dotterhasch dieses „Waisenkindes bei Lebzeiten ihrer Eltern“ angenommen.
Marthel hat zwei Freunde – den jungen Egyd Dotterhasch, Gidel gerufen und den alten Stefan. Letzterer ist ein Bettler, der als Geschichtenerzähler im Hochland auftritt und wegen seiner hochgezogenen rechten Achsel von den Zuhörern der Einseitige genannt wird. Marthels Mutter hatte den guten, schalkhaften Einseitigen von der Straße hereingeholt und als Paten des neugeborenen Mädchens genommen, weil gerade einmal kein besserer Pate zu haben war.

## Handlung
Der alte Bauer Dotterhasch und seine Frau sind betrübt. In drei Tagen schon, am Jakobitag, muss der 21-jährige Egyd zusammen mit anderen jungen Männern zum Militärdienst einrücken; in Kriegszeiten eine lebensbedrohliche Angelegenheit. Die besorgte Mutter rät für diese paar Tage daheim: nicht mehr arbeiten, den Gottesdienst besuchen. Egyd hört nicht, steigt – mit Sense und Wetzstein bewaffnet – hinauf auf seine Alm und hilft Marthel, die sommers ganz allein dort oben ist – bei der Grasmahd. Beide kommen mit der Arbeit gut voran. Egyd bewundert Marthel. Wie schön diese  inzwischen 17-Jährige geworden ist, seit er sie das letzte Mal gesehen hat! Die Jungfrau wehrt seine Annäherungen prompt ab. Zusammen in der Almhütte nächtigen? Kommt nicht in Frage. Die schüchternen Liebesbezeigungen Egyds gipfeln in einem Kuss auf das Muttermal in Marthels Nackengegend. 
Die Pflicht ruft. Egyd steigt ins Tal hinab und tritt den Kriegsdienst an.
Dem Mädchen war dieser Kuss durch und durch gegangen. Marthel kann ihn nicht vergessen. Der Einseitige erscheint und kümmert sich um die Sorgen seines Patenkindes; tischt als Mittel gegen solchen Kummer eine seiner Geschichten auf. Danach hat genau die Jungfrau einen Wunsch frei, die sich in der Jakobinacht in die Höhle am Mandelstein wagt und eine darin rastende arme Seele mit einem „Grüß Gott!“ erlöst.
Nach dem riskanten Aufstieg zwischen den scharfen Zacken des Hochstolls und über die Steilhänge der Fensterhalde zum Höhleneingang findet Marthel im Höhleninnern anstelle einer armen Seele ihren zahnlosen Paten vor. Der fragt, was sie sich gewünscht hätte. Marthel erwidert: „Soll er denn zugrund' gehen im Krieg? Daß er glücklich wieder heimkommt, nur das wollt' ich, nur das!“
Drei Wochen später fährt der Einseitige zusammen mit Maria in den Himmel.
Marthels Wunsch wird ein Jahr später erfüllt. Drunten auf dem Dotterhaschhof halten Egyd und Marthel Hochzeit.

## Ausgaben
- Die Sennerin und ihre Freunde. Eine Hochlandsgeschichte von P.K. Rosegger. In: Heimgarten. Band 8. Leykam, Graz 1884, S. 1–19 (archive.org).
- Die Sennerin und ihre Freunde In: Peter Rosegger: Das Geschichtenbuch des Wanderers. Erster Band. A. Hartleben’s Verlag, Wien 1890 (3. Aufl.), S. 17–54
- Die Sennerin und ihre Freunde. In: Peter Rosegger: Das Buch der Novellen. Zweiter Band, L. Staackmann. Leipzig 1915, S. 188–223.
- Die Sennerin und ihre Freunde In: Peter Rosegger: Der Herrensepp und andere Erzählungen. Koehler & Amelang, Leipzig 1925

Hörbuch:
- Peter Rosegger: Die Sennerin und ihre Freunde, Vorleser: David Miesmer. Verlag Audiamo, Wien 2018, ISBN 978-3-903178-06-9